# Herochroma flavibasalis
Herochroma flavibasalis är en fjärilsart som beskrevs av B.C.S Warren 1932. Herochroma flavibasalis ingår i släktet Herochroma och familjen mätare. Inga underarter finns listade i Catalogue of Life.